# Centropogon papillosus
Centropogon papillosus är en klockväxtart som beskrevs av Franz Elfried Wimmer. Centropogon papillosus ingår i släktet Centropogon och familjen klockväxter. Inga underarter finns listade i Catalogue of Life.